# Traktaat van Partage (1732)

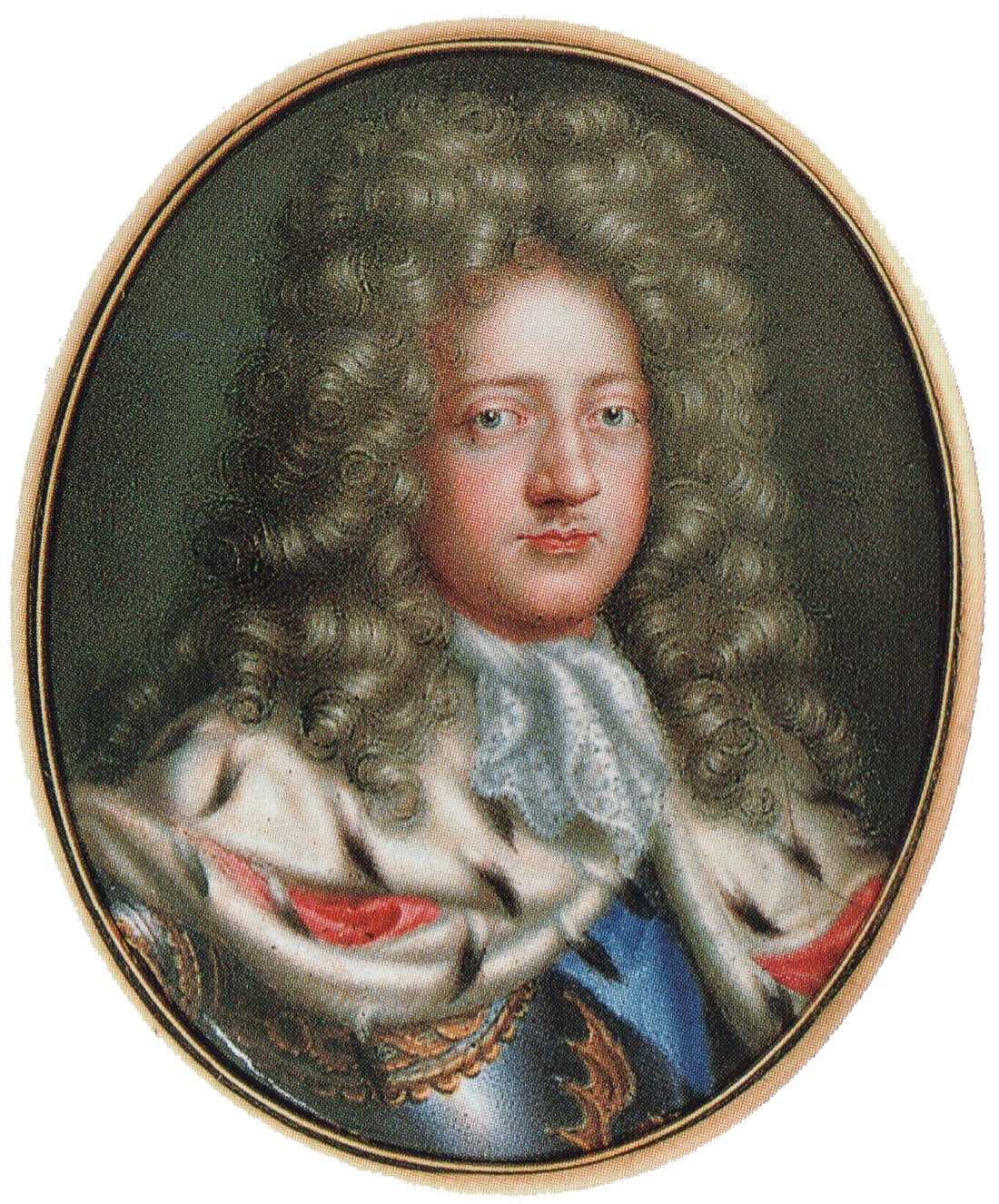
Frederik van Pruisen

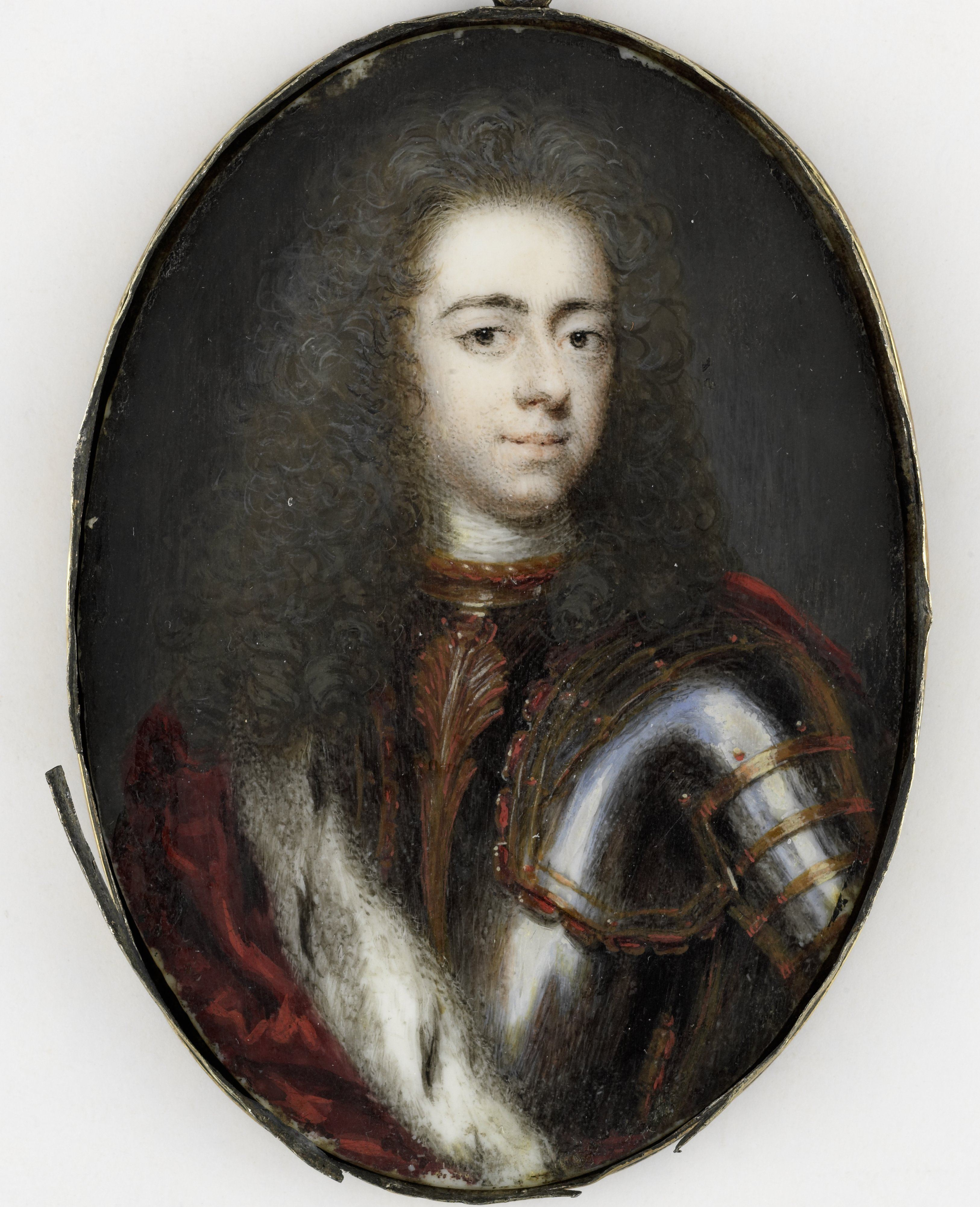
Johan Willem Friso

Het Traktaat van Partage was een delingsverdrag uit 1732 tussen het Koninkrijk Pruisen en stadhouder Willem IV van Oranje-Nassau over de bezittingen van stadhouder Willem III van Oranje.

## De Oranje erfenis
De koning-stadhouder Willem III was in 1702 kinderloos overleden. Koning Frederik I van Pruisen maakte als kleinzoon van prins Frederik Hendrik van Oranje aanspraak op de titel Prins van Oranje en de bijbehorende goederen. Hij baseerde zich daarbij op het testament van Frederik Hendrik - de vader van zijn moeder Louise Henriëtte - waarin stond dat als er geen mannelijke nakomelingen waren, de nakomelingen van Louise Henriëtte zouden erven. Johan Willem Friso van Nassau-Dietz, die in Friesland als stadhouder was benoemd, maakte eveneens aanspraak op de titel. Hij baseerde zijn aanspraken op het testament van de koning-stadhouder, op dat van prins Maurits en op dat van René van Chalon. De stijd tussen Pruisen en Nassau-Dietz was uiteraard zeer ongelijk. Pruisen bezette direct na de dood van Willem III al direct de graafschappen Lingen en Meurs en tien erfgoederen in de Zuidelijke Nederlanden. Op 29 januari 1703 werd ook Montfort bezet. Verder was Pruisen een belangrijke bondgenoot van Nederland en de regering stelde zich daarom welwillend op ten opzichte van Pruisen. 
Over de verdeling van de bezittingen van Willem III werd pas na dertig jaar in 1732 overeenstemming bereikt. Besloten werd dat beide huizen de titel Prins van Oranje zouden mogen voeren.
De volledige titel van het traktaat luidt: Traité de Partage et d'Accommodement sur la Succession de la Maison d'Orange, Conclu Entre sa Majestě le Roi de Prusse, et son Altesse Serenissime le Prince d'Orange et de Nassau. Le 14. de May - le 16. de Juin 1732. De tekst is in 1732 te Den Haag uitgegeven bij Henri Scheurleer.

## Inhoud van het traktaat

### Inleiding
In de inleiding worden de titels van de beide ondertekenaren uitvoerig vermeld. Als eerste koning Frederik Willem I van Pruisen. Opmerkelijk is dat als vierde titel al vermeld staat soeverein prins van Oranje, van Neuchatel en Vallengin, van Gelderland…Daarna volgend nog een dertigtal titels. Willem IV wordt vermeld als Willem Karel Hendrik Friso, prins van Oranje en Nassau en vervolgens ook tientallen titels.

### Artikel 2
In dit artikel wordt uit de nalatenschap van Willem III het vorstendom Oranje met de heerlijkheden en plaatsen van Chalon en Chatel-Belin toegekend aan Pruisen. Dit was een formaliteit want Pruisen had deze gebieden al in 1713 bij de Vrede van Utrecht aan Frankrijk afgestaan.

### Artikel 3
De koning van Pruisen belooft hier de stadhouder schadeloos te stellen voor het verlies van Oranje.

### Artikel 4
Hier stemt de koning van Pruisen in met het door de stadhouder voeren van de titels en wapens die verbonden zijn met het vorstendom Oranje. De koning blijft deze wapens en titels ook voeren.

### Artikel 5
Hierin wordt beschreven welke bezittingen van Willem III aan de koning van Pruisen toevallen. Het betreft het vorstendom Meurs, het graafschap Lingen, het ambt Montfort, de heerlijkheid Hooge en Lage Zwaluwe, de heerlijkheden Naaldwijk, Hoenderland, Wateringen, Oranjepolder en 's-Gravenzande, de tol te Gennep, de baronie Herstal geheel, de heerlijkheid Turnhout, het in Den Haag gelegen huis Het Oude Hof (dat is Paleis Noordeinde) en het Huis Honselaarsdijk met inboedel.

### Artikel 7
Hierin wordt beschreven welke bezittingen van Willem III aan Willem IV toevallen. De lijst bestaat uit drie delen.
Het eerste deel betreft het ambt Bredevoort, de tienden van Buren, de heerlijkheid Zevenbergen, het Hondenhuis in Den Haag, de tienden onder Delft en Monster, het Huis de Kruidberg, Colijnsplaat en andere goederen in Noord-Beveland, de baronie IJsselstein, de goederen in het Hulster Ambacht, het paleis in Brussel, de baronie Diest, de heerlijkheid Zichem en Scherpenheuvel, de heerlijkheden Roosendaal, Nispen, Oosterhout en Dongen, de heerlijkheid Steenbergen, de heerlijkheid Prinsenland, de baronie Cranendonck en de heerlijkheid Eindhoven.
Het tweede deel bevat de bezittingen die na de door van Willem III tijdelijk in beheer kwamen bij de Staten-Generaal. Het betreft het Huis te Dieren met onderhorigheden, het Huis het Loo met onderhorigheden, de heerlijkheid Klundert of Nieuwevaart, de heerlijkheid Geertruidenberg met onderhorigheden, het markiezaat van Veere en Vlissingen, de heerlijkheid Sint-Maartensdijk en Scherpenisse, het Huis Soestdijk met onderhorigheden, het graafschap Buren, het graafschap Leerdam en Acquoy, de heerlijkheden Grimbergen, Meerhout en Voorst, het burggraafschap Antwerpen, de baronie van Breda, de goederen van de commanderij La Braque, de baronie van Grave en het Cuijk , de heerlijkheid Willemstad en Ruigenhil, de goederen in Wernhout, Vianden, Sankt Vith en Bütgenbach, Dasburg en Warneton.
In het derde deel staat de koning van Pruisen als blijk van vriendschap nog een serie rechten en inkomsten af aan de stadhouder.

### Artikel 8
In dit artikel doet de stadhouder afstand van het gebruik van de titels van Meurs en Lingen en de koning van zijn kant doet afstand van het gebruik van de titels en wapens van het markiezaat van Veere en Vlissingen.

### Artikel 9
De ondertekenaars komen overeen zich beide te verzetten tegen de aanspraken die de vorst van Nassau-Siegen op de Oranje-erfenis maakt.

### Artikelen 10 tot en met 20
Hier worden verschillende (financiële) details geregeld